# Caitriona Balfe

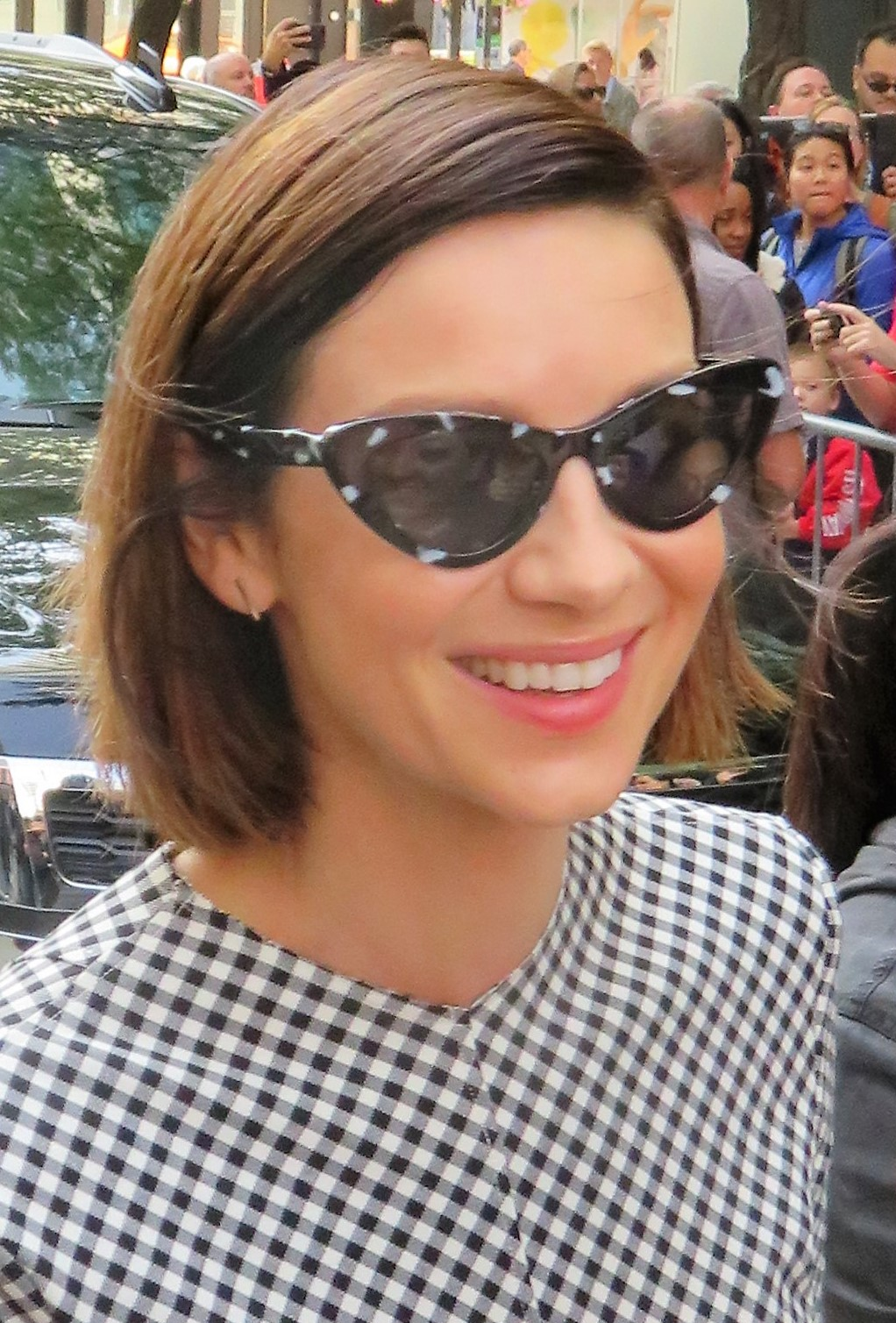
Balfe na festiwalu w Toronto (2019)

Caitríona Mary Balfe (/kəˈtriːnə ˈbælf/ ur. 4 października 1979 w Dublinie) – irlandzka aktorka i modelka, która wystąpiła m.in. w roli Claire w serialu Outlander, za którą dostała dwukrotnie nagrody People’s Choice i Saturn oraz cztery nominacje do Złotych Globów.

## Życiorys
Caitriona dorastała w dużej, siedmioosobowej rodzinie, w miejscowości Tydavnet. Jej ojciec pracował jako sierżant irlandzkiej policji w pobliskim Monaghan. Od dziecka grała w szkolnych przedstawieniach, a gdy dorosła poszła do szkoły teatralnej. Po roku studiów dostała propozycję pracy jako modelka w Paryżu, po czym zajmowała się modellingiem przez około dekadę. Później zaczęła znowu uczyć się aktorstwa, najpierw w Nowym Jorku, potem Los Angeles. Przełomem w jej karierze aktorskiej okazała się główna rola w serialu Outlander.

## Filmografia

### Filmy
| Rok  | Tytuł                      | Rola                 | Uwagi           | Źródła      |
| ---- | -------------------------- | -------------------- | --------------- | ----------- |
| 2011 | Super 8                    | Elizabeth Lamb       |                 | [ 3 ] [ 4 ] |
| 2011 | Lust Life                  | Aubrie               | krótkometrażowy |             |
| 2012 | The Wolf                   | Sally                | krótkometrażowy |             |
| 2012 | Lost Angeles               | Veronique            |                 |             |
| 2013 | Zauroczenie                | Andie                | film wideo      |             |
| 2013 | Iluzja                     | Jasmine Tressler     |                 | [ 3 ] [ 4 ] |
| 2013 | Plan ucieczki              | Jessica Miller       |                 | [ 4 ]       |
| 2015 | The Price of Desire        | Gabrielle Bloch      |                 |             |
| 2016 | Zakładnik z Wall Street    | Diane Lester         |                 | [ 3 ] [ 6 ] |
| 2019 | Le Mans ’66                | Mollie Miles         |                 | [ 5 ] [ 6 ] |
| 2020 | Świąteczne życzenie Angeli | matka Dorothy (głos) |                 |             |
| 2021 | Belfast                    | Ma                   |                 | [ 3 ] [ 6 ] |
| 2024 | The Cut                    | Caitlin Harney       |                 |             |
| 2025 | The Amateur                | Inquiline            |                 |             |

### Seriale
| Rok     | Tytuł                       | Rola            | Uwagi                          | Źródła      |
| ------- | --------------------------- | --------------- | ------------------------------ | ----------- |
| 2012    | The Beauty Inside           | Alex #34        | 5 odcinków                     |             |
| 2012-13 | H+                          | Breanna Sheehan | 7 odcinków                     | [ 4 ]       |
| od 2014 | Outlander                   | Claire Randall  | główna rola, także producentka | [ 5 ] [ 6 ] |
| 2019    | Ciemny kryształ: Czas buntu | Tavra (głos)    | animowany                      | [ 6 ]       |